# Мотиваційний аналіз
Мотиваційний аналіз — це маркетингове дослідження причин і умов, які визначають поведінку споживача на ринку. Цей аналіз дає змогу з'ясувати характер інформації, яку використовує споживач під час пошуку необхідного товару, мотивацію рішення на користь певного товару.
Засадами мотиваційного аналізу є дві тези:
1. Слід встановити реальну мотивацію споживача, зовні незаманіфестовані явища, які визначають його рішення.
2. Маючи ці знання, можна керувати вибором споживача, спрямовувати його на прийняття певних рішень.

Мотиваційний аналіз часто здійснюється невербально на противагу опитуванням.
Практичним застосуванням мотиваційного аналізу в маркетингу є передусім реклама — з метою провокування в споживача певних асоціацій з товаром для мотивації його вибору серед інших подібних товарів. Крім того, цей аналіз також може застосовуватися в менеджменті.